# Andromaqi Gjergji
Andromaqi Gjergji (* 20. Mai 1928 in Korça; † 8. Juli 2015 in Tirana) war eine albanische Ethnologin, die auf albanische Trachten und Kleider spezialisiert war. Sie galt als führende Forscherin in diesem Gebiet.

## Biographie
Gjejrgji nannte als einen ihrer Förderer ihren Vater, der als Kind in die USA emigriert war, dort eine Schulbildung genießen konnte, bei der Vereinigung Vatra aktiv war und in den 1920er Jahren in seine Heimat zurückkehrte.
Die schulische Ausbildung absolvierte Gjergji in ihrer Heimatstadt Korça in Südostalbanien. Ihre Zeit am dortigen Lyceum, einer der damals führenden Bildungsstätten Albaniens, war prägend für sie. Nach dem Abschluss mit Schwerpunkten auf Geschichte und Philologie besuchte sie von 1947 bis 1949 das Pädagogische Institut „Nëna Mbretëreshë“ in Tirana, damals die einzige weiterführende Bildungseinrichtung für Frauen in Albanien. Danach wurde sie am „Instituti i Shkencave“ (Institut der Wissenschaften) angestellt, wo sie mit führenden Historikern wie Aleks Buda und Hasan Ceka zusammenarbeitete und einen Studiengang in Geschichte durchlief. Sie diplomierte am „Instituti i Shkencave“ mit einer Arbeit über Fan Noli. Dem Thema hatte sie sich angenommen, da sie als einzige am Institut Englisch sprach – neben Französisch, Italienisch und Rumänisch sowie passiven Russisch-Kenntnissen. 1980 veröffentlichte sie ihre Dissertation. 1994 wurde sie zur Professorin ernannt.
In der Folge fokussierte sie ihre wissenschaftliche Tätigkeit vor allem auf die Ethnologie. Für ihre Forschungen zu den albanischen Volkstrachten bereiste sie das ganze Land, aber auch das Kosovo. Nach der Gründung der Universität Tirana war sie am Institut für Geschichte und Linguistik, später am Institut für Volkskultur tätig. Daneben vertrat sie Albanien bei Treffen der UNESCO.
Wegen einer Lungenerkrankung musste sie in Rumänien behandelt werden. Nachdem ihr ein Arzt gesagt habe, dass sie zu schwach sei, um Kinder gebären zu können, hatte sie sich entschieden, nicht zu heiraten. Sie verstarb 2015 im Alter von 87 Jahren.

## Forschung
Gjergji war eine der ersten Frauen in der Wissenschaft in Albanien. Die Zeitgenossinnen Sabiha Kasimati und Musine Kokalari wurden vom kommunistischen Regime der Sozialistischen Volksrepublik Albanien schon früh als Volksfeinde getötet oder inhaftiert.
Zu Beginn ihrer wissenschaftlichen Tätigkeit war sie am Aufbau der Sammlung des Archäologisch-ethnographischen Museums in Tirana („Muzeu Arkeologjik-Etnografik“) beteiligt, das im November 1948 als erstes Museum nach dem Zweiten Weltkrieg eröffnet worden war.
Schwerpunkt der Arbeit von Andromaqi Gjergji war die albanische Volkskleidung. Als Albanologin beschäftigte sie sich aber auch mit anderen Bereichen der Ethnologie und publizierte eine Bibliografie zur albanischen Ethnographie (1944–1979) sowie zu Themen wie Landwirtschaft, Tierhaltung, Handwerk, traditionelle Häuser und Haushaltseinrichtungen. Hier widmete sie sich vor allem dem Leben auf dem Land, der Familiengemeinschaft und gesellschaftlichen Aspekten. Für die Feldforschung bereiste sie ganz Albanien. Gjergji verfasste über 130 wissenschaftliche Artikel und Bücher. Zudem nahm sie an Konferenzen im In- und Ausland teil.
Als erste Frau wurde Gergji 1999 in die Akademie der Wissenschaften Albaniens aufgenommen.

## Werke (Auswahl)
- Academy of Sciences of Albania, Institute of Folk Culture (Hrsg.): Albanian Costumes Through the Centuries: Origin, Types, Evolution. Mësonjëtorja, Tirana 2004, ISBN 978-99943-614-4-1.
- Ligjërata për etnologjinë shqiptare. 2. Auflage. Lilo, Tirana 2004, ISBN 99927-35-94-5.
- mit Spiro Shkurti, Afërdita Onuzi, Gjergji Martini, Natasha Xhagolli (Redaktion): Veshje popullore shqiptare = Albanian folk costumes. Hrsg.: Akademia e Shkencave, Instituti i Kulturës Popullore. Toena, Tirana 2004, ISBN 99927-1-920-6.
- Die Volkstrachten. In: Werner Daum (Hrsg.): Albanien – zwischen Kreuz und Halbmond. Pinguin Verlag, Innsbruck 1998, ISBN 3-7016-2461-5, S. 179–197.
- Akademia e Shkencave të RPS të Shqipërisë, Instituti i Kulturës Popullore (Hrsg.): Veshje Shqiptare në Shekuj: Origjina Tipologjia Zhvillimi. Tirana 1988.
- Akademia e Shkencave të RPS të Shqipërisë, Instituti i Kulturës Popullore (Hrsg.): Bibliografi e etnografisë shqiptare: 1944–1979. Tirana 1980 (Neuauflage 2021).
- Akademia e Shkencave e RPSH, Instituti i Historisë, Sektori i Etnografisë (Hrsg.): Etnografia shqiptare. Band 7–8. Tirana 1976.